# Acrochordomerus engeli
Acrochordomerus engeli là một loài ruồi trong họ Asilidae. Acrochordomerus engeli được Efflatoun miêu tả năm 1937. Loài này phân bố ở vùng Cổ Bắc giới.